# شیرین‌ترین رؤیاها
شیرین‌ترین رؤیاها (انگلیسی: The Sweetest Dream) کتابی است از دوریس لسینگ که در سال ۲۰۰۱ توسط انتشارات انتشارات هارپرکالینز منتشر شد 